# A. Fleury
Pour les articles homonymes, voir Fleury.
A. Fleury est un maître de chapelle ou un maître des enfants de chœur actif en France dans la seconde moitié du XVIIe siècle, peut-être à Bourges.

## Biographie
En fait, les seuls éléments dont on dispose sur lui ressortent de l’édition de sa messe, en 1672.
C’est Fétis qui lui donne le prénom d’Augustin et le fait travailler à Bourges. Toutefois, son nom n’apparaît pas dans l’étude de Marie-Reine Renon sur la maîtrise de la cathédrale de Bourges (mais peut-être travaillait-il ailleurs qu’à la cathédrale ?).

## Œuvres
- Missa quinque vocum ad imitationem moduli Memorare ô piissima virgo. Paris : Robert III Ballard, 1672. In-folio.

Guillo 2003 n° 1672-F. Édition perdue, attestée par le catalogue de 1683 de la maison Ballard. Elle reprenait probablement le thème du motet de Henry Du Mont Memorare, ô piissima Virgo Maria, non esse auditum à sæculo quemquam... publié en 1668.